# Tbilisko more
Tbilisko more (gruz. თბილისის ზღვა) ili Tbiliski rezervoar umjetno je jezero u blizini Tbilisia, nastalo potapanjem dijela doline rijeke Kure. Izgrađeno je i otvoreno 1953. za rekreacijske i športske potrebe Tbilisia. Poznato po održavanju veslačkih i jedriličarskih regata.
Najveća širina jezera iznosi 2,85, a dužina 8,75 km, čime je jedno od najvećih gruzijskih umjetnih jezera. U jezero se ulijeva rijeka Iori, čime se osigurava stalno kruženje i pročišćivanje jezerske vode. Prosječna dubina jezera iznosi 26,6 m.
Uz Tbiliski rezervoar, u dolini rijeke Kure nalaze se još dva jezera: Kornjačino jezero (gruz. Kus Tba) i jezero Lisi.

## Vanjske poveznice
- Tbilisi Hrvatska enciklopedija.